# Achstetten
Achstetten település Németországban, azon belül Baden-Württembergben. Lakosainak száma 5177 fő (2023. december 31.).

## Népesség
A település népessége az elmúlt években az alábbi módon változott:
| Lakosok száma | 2078 | 2363 | 2631 | 2911 | 3102 | 3417 | 3757 | 4023 | 4318 | 5177 |
|               | 1961 | 1967 | 1974 | 1980 | 1987 | 1993 | 2000 | 2006 | 2013 | 2023 |